# 1216.
◄ | 12. stoljeće | 13. stoljeće | 14. stoljeće | ►
◄ | 1180-ih | 1190-ih | 1200-ih | 1210-ih | 1220-ih | 1230-ih | 1240-ih | ►
◄◄ | ◄ | 1213. | 1214. | 1215. | 1216. | 1217. | 1218. | 1219. | ► | ►►
Arhitektura • Astronomija • Glazba • Knjige • Književnost • Kršćanstvo • Medicina • Pravo • Promet • Znanost

## Događaji
- 24. srpnja – Honorije III. postao 177. papa
- 28. listopada – Henrik III. okrunjen za engleskog kralja
- Papa Honorije III. potvrđuje osnutak Reda braće Propovjednika.

## Smrti
- 16. srpnja – papa Inocent III. (* 1161.)
- 19. listopada – Ivan bez Zemlje, engleski kralj (* 1166.)

## Vanjske poveznice
|  | Zajednički poslužitelj ima još gradiva o temi 1216. |